# Melanie Fiona
Melanie Fiona Hallim (Toronto, Ontario; 4 de julio de 1983), conocida artísticamente como Melanie Fiona, es una cantautora canadiense de R&B. De padres guyaneses, ella creció en Toronto, donde estuvo familiarizada con el ambiente musical de su casa, siempre dijo saber que la música era su pasión. Su padre fue guitarrista en una banda y de vez en cuando le permitía acompañarle a los escenarios de joven, y recuerda como su madre ponía música en casa; desde The Ronettes hasta Whitney Houston.
Fiona apareció en Reggae Gold 2008 con el tema Somebody Come Get Me, bajo su nombre artístico Syren Hall, de la mano del productor Supa Dups. Su álbum debut, The Bridge fue publicado en 2009. En él, contó con las colaboraciones de Future Cut, Vada Nobles, Stereotypes, J. Phoenix, Peter Wade y Salaam Remi. Su primer sencillo, Give it To Me Right fue publicado en las emisoras de radio a finales de febrero de 2009 y alcanzó el 20º de la lista canadiense y el 41.º en las listas británicas. Su segundo sencillo, It Kills Me ingresó en el Billboard Hot 100. Aquella canción llevó a Fiona a ser nominada a un Grammy a la mejor actuación femenina de R&B. En 2012, ganó dos premios Grammy por Mejor interpretación tradicional de R&B y Mejor canción de R&B por la canción "Fool for You" en su colaboración con CeeLo Green.

## Discografía

### Álbumes de estudio
| Título      | Detalles | Posición más alta | Posición más alta | Posición más alta | Posición más alta | Posición más alta | Posición más alta |
| Título      | Detalles | CAN               | USA               | USA R&B           | ALE               | SUI               | UK                |
| ----------- | --- | ----------------- | ----------------- | ----------------- | ----------------- | ----------------- | ----------------- |
| The Bridge  | - Realizado: 26 de junio de 2009 - Formatos: CD, descarga digital - Discográfica: Title 9, SRC, Universal Motown   | 25                | 27                | 4                 | 35                | 3                 | 98                |
| The MF Life | - Realizado: 20 de marzo de 2012 - Formatos: CD, descarga digital - Discográfica: Title 9, SRC, Universal Republic | 64                | 7                 | 1                 | —                 | 23                | 32                |

### Sencillos
| 2009                                                                                 | «Sad Songs»                  | —  | —  | —  | — | —  | —  | —  | —  |                | The Bridge  |
| 2009                                                                                 | «Give It to Me Right»        | 20 | 54 | 31 | 9 | 5  | —  | 57 | 41 | - SUI: Oro     | The Bridge  |
| 2009                                                                                 | «It Kills Me»                | —  | —  | —  | — | —  | 43 | 1  | —  |                | The Bridge  |
| 2009                                                                                 | «Bang Bang»                  | —  | —  | —  | — | —  | —  | —  | —  |                | The Bridge  |
| 2009                                                                                 | «Monday Morning»             | —  | 3  | 46 | — | 1  | —  | —  | —  | - SUI: Platino | The Bridge  |
| 2010                                                                                 | «Ay Yo»                      | —  | —  | —  | — | 62 | —  | 71 | —  |                | The Bridge  |
| 2010                                                                                 | «Priceless»                  | —  | —  | —  | — | —  | —  | 94 | —  |                | The Bridge  |
| 2011                                                                                 | «Gone and Never Coming Back» | —  | —  | —  | — | —  | —  | 37 | —  |                | The MF Life |
| 2011                                                                                 | «4 AM»                       | —  | —  | —  | — | —  | 81 | 8  | —  | - EUA: Oro     | The MF Life |
| 2012                                                                                 | «This Time» (con J. Cole)    | —  | —  | —  | — | —  | —  | 89 | —  |                | The MF Life |
| 2012                                                                                 | «Wrong Side of a Love Song»  | —  | —  | —  | — | —  | —  | 87 | —  |                | The MF Life |
| 2013                                                                                 | «Cold Piece»                 | —  | —  | —  | — | —  | —  | —  | —  |                |             |
| 2015                                                                                 | «Bite the Bullet»            | —  | —  | —  | — | —  | —  | —  | —  |                | Awake       |
| "—" títulos que no ingresaron en el Chart, o no han sido editados en ese territorio. |                              |    |    |    |   |    |    |    |    |                |             |

### Colaboraciones
| Año  | Canción                                                         | Mejores posiciones en listas | Mejores posiciones en listas | Mejores posiciones en listas | Álbum           |
| Año  | Canción                                                         | EUA                          | EUA R&B                      | UK                           | Álbum           |
| ---- | --------------------------------------------------------------- | ---------------------------- | ---------------------------- | ---------------------------- | --------------- |
| 2010 | «Wake Up Everybody» (The Roots & John Legend con Melanie Fiona) | —                            | —                            | —                            | Wake Up!        |
| 2011 | «Let It Rain» (Tinchy Stryder con Melanie Fiona)                | —                            | —                            | 14                           | Third Strike    |
| 2011 | «Fool for You» (Cee Lo Green con Melanie Fiona)                 | 101                          | 13                           | —                            | The Lady Killer |
| 2015 | «Natural» (Brady Watt con Melanie Fiona)                        | —                            | —                            | —                            | Lifetronics     |

## Premios y nominaciones
- BET Awards[18]
  - 2010, Best New Artist (nominada)
  - 2010, Best Female R&B Artist (nominada)
  - 2010, BET Centric Award (nominada)
  - 2010, Video of the Year "It Kills Me" (nominada)
  - 2012, Best Female R&B Artist (nominada)

- Premios Grammy
  - 2010, Best Female R&B Vocal Performance: "It Kills Me" (nominada)[19]
  - 2011, Best Rap/Sung Collaboration: "Wake Up! Everybody" con John Legend, The Roots & Common (nominada)
  - 2012, Best Traditional R&B Performance: "Fool for You" con Cee-Lo Green (ganadora)
  - 2012, Best R&B Song: "Fool for You" con Cee-Lo Green (ganadora), presentada como compositora
  - 2013, Best Traditional R&B Performance: "Wrong Side of a Love Song" (nominada)

- NAACP Image Awards
  - 2010, Outstanding New Artist (nominada)

- Premios Juno
  - 2010, R&B/Soul Recording of the Year: The Bridge (nominada)[20]

- Soul Train Music Awards
  - 2010, Best New Artist (ganadora)

- Eska Music Awards
  - 2010, Best Album: The Bridge (ganadora)[21]